# Achiropsettidae
Gli Achiropsettidae sono una famiglia di pesci ossei appartenenti all'ordine Pleuronectiformes.

## Distribuzione e habitat
Popolano esclusivamente i mari antartici, spingendosi fino all'estremo sud dell'America Meridionale, della Nuova Zelanda e del Sudafrica.

## Descrizione
Sono pesci piatti e condividono l'aspetto di tutti gli altri membri dell'ordine, molto appiattito, asimmetrico e con entrambi gli occhi sullo stesso lato del corpo (il sinistro in questa famiglia). Questa famiglia è tipica per l'assenza o l'estrema riduzione delle pinne pettorali. Le pinne dorsale e anale sono separate dalla pinna caudale. La linea laterale è dritta e ben evidente su entrambi i lati dell'animale.
Le specie più grandi superano i 50 cm.

## Biologia
Ignota.

## Pesca
Non hanno nessun interesse per la pesca.

## Specie
- Genere Achiropsetta
  - Achiropsetta tricholepis
- Genere Mancopsetta
  - Mancopsetta maculata
- Genere Neoachiropsetta
  - Neoachiropsetta milfordi
- Genere Pseudomancopsetta
  - Pseudomancopsetta andriashevi[2]